# Parafia św. Jana Chrzciciela w Augustowie
Parafia św. Jana Chrzciciela w Augustowie  – rzymskokatolicka parafia leżąca w dekanacie Augustów – św. Bartłomieja Apostoła należącym do diecezji ełckiej.